# Pharo
Pharoは、Smalltalkのオープンソース実装の一つで、プログラミング言語および統合開発環境を含む。オブジェクトの即時操作、ライブアップデート、高速な再コンパイルといった強力なライブプログラミング機能を中心に提供している。

## 導入
Pharoは、ギリシャ語で灯台を意味するΦάροςが由来である。Pharoのロゴでは、oの中に灯台が描かれている。

## 歴史
PharoはSqueakのフォークとして作成された。Pharo consortium（企業向け）とPharo association（一般ユーザー向け）によってサポートされる。
- 2008年にSqueakからフォークされる。
- 2010年4月15日、Pharo 1.0が公開される。
- 2010年7月26日、Pharo 1.1が公開される。
- 2011年3月29日、Pharo 1.2が公開される。
- 2011年8月、Pharo 1.3が公開される。
- 2012年4月、Pharo 1.4が公開される[3]。
- 2013年3月18日、Pharo 2.0が公開される[4]。
- 2014年4月、Pharo 3.0が公開される[5]。
- 2015年4月、Pharo 4.0が公開される[6]。
- 2016年5月、Pharo 5.0が公開される[7]。
- 2017年6月6日、Pharo 6.0が公開される[8]。
- 2017年7月24日、Pharo 6.1が公開される[9]。
- 2019年1月22日、Pharo 7.0が公開される[10]。
- 2020年1月20日、Pharo 8.0が公開される[11]。

## 利用例
企業を含む、様々なプロジェクトがPharoを使って開発を行っている。例えば、
- Seaside社：動的なWeb開発[12]
- Zinc社：サーバ構築[13]
- Moose（解析プラットフォーム）はデータ解析や、ソフトウェアの作成にPharoを使っている[14]。
- グラフィクスライブラリの開発
- Roassal（データ可視化ツール）

Pharo consortiumはPharoを協賛する企業のために設立された。一方、Pharo associationはPharoを協賛するユーザーのために設立された。

## 性能と仮想マシン (VM)
Pharoの性能は（Smalltalkによって書かれた）仮想マシンに依存する。2008年、Squeak、PharoおよびNewspeakのために開発された新しい仮想マシンCogは、最速のSmalltalk仮想マシンに近い、高い性能を持っていた。2014年から2015年まで、仮想マシンのコミュニティは、性能の向上と64bit仮想マシンサポートのため、新しいCogのためのメモリマネージャであるSpurの開発に注力した。